# Yússuf II
Abu-l-Hajjaj Yússuf al-Mustaghní bi-L·lah conegut com a Yússuf II (1391 -3 d'octubre de 1392) fou rei musulmà de la dinastia nassarita de Granada. Era fill de Muhàmmad V de Gharnata al que va succeir quan va morir el 16 de gener de 1391. El ministre Khalid, un llibert del seu pare, va dominar el govern i va fer executar als seus germans sad, Muhàmmad i Nasr perquè no li disputessin el tron. El visir Ibn Zamrak fou empresonat. Però quan Yússuf II va tenir notícies que Khalid planejava eliminar-lo, el va fer estrangular a la seva presència. Llavors Ibn Zamrak fou restaurat al càrrec de ministre principal. Va morir per causes naturals el 1392. El va succeir el seu fill Muhàmmad VII.